# The Tragic Circle
The Tragic Circle è un cortometraggio muto del 1915 scritto e diretto da Thomas Ricketts.

## Produzione
Il film fu prodotto dalla American Film Manufacturing Company.

## Distribuzione
Distribuito dalla Mutual Film, il film - un cortometraggio in due bobine - uscì nelle sale cinematografiche USA il 27 dicembre 1915.